# Talang Jaya Indah
Talang Jaya Indah is een bestuurslaag in het regentschap Banyuasin van de provincie Zuid-Sumatra, Indonesië. Talang Jaya Indah telt 4231 inwoners (volkstelling 2010).